# Sphinx morio
Sphinx morio är en fjärilsart som beskrevs av Rothschild och Jordan 1903. Sphinx morio ingår i släktet Sphinx och familjen svärmare. Inga underarter finns listade i Catalogue of Life.